# Hagenbüchach
Hagenbüchach  (fränkisch: „Hongbicha“) ist eine Gemeinde im Landkreis Neustadt an der Aisch-Bad Windsheim (Mittelfranken, Bayern).

## Geographie

### Topografie
Südöstlich des Pfarrdorfes entspringt der Hammerbach, ein linker Zufluss des Fembachs, der wiederum ein linker Zufluss der Zenn ist. Nördlich entspringt der Griesbach, ein rechter Zufluss der Mittleren Aurach. Dort befindet sich auch das Waldgebiet Sandgruben. 0,75 km südwestlich liegt die Flur Seelweiher, 0,75 km südlich Weselweiher.

### Geographische Lage
Der Hauptort liegt an der südöstlichen Grenze des Landkreises Neustadt an der Aisch-Bad Windsheim und ist ca. 2 km vom Landkreis Fürth entfernt.
In der Nähe liegen folgende Ortschaften:
Pirkach (1,00 km), Emskirchen (4,34 km), Aurachtal (5,73 km), Oberreichenbach (5,97 km), Puschendorf (6,59 km), Wilhelmsdorf (6,79 km), Langenzenn (7,89 km), Herzogenaurach (9,81 km), Dachsbach (11,34 km), Gerhardshofen (11,59 km), Weisendorf (11,91 km).

### Nachbargemeinden
Nachbargemeinden sind (von Norden beginnend im Uhrzeigersinn) Emskirchen und Langenzenn.

### Gemeindegliederung
Es gibt sechs Gemeindeteile (in Klammern ist der Siedlungstyp angegeben):
- Brandhof (Einöde)
- Bräuersdorf (Dorf)
- Erlachsmühle (Weiler)
- Hagenbüchach (Pfarrdorf)
- Oberfembach (Dorf)
- Trübenbronn (Weiler)

Es gibt auf dem Gemeindegebiet die Gemarkungen Bräuersdorf und Hagenbüchach. Die Gemarkung Hagenbüchach hat eine Fläche von 6,804 km². Sie ist in 1162 Flurstücke aufgeteilt, die eine durchschnittliche Fläche von 5855,48 m² haben. In ihr liegt neben dem namensgebenden Ort der Gemeindeteil Oberfembach.

## Geschichte
Im Jahre 1158 wurde der Ort als „Hagenpuchech“ zum ersten Mal urkundlich erwähnt. Der Ortsname leitet sich von einem Flurnamen ab. Dieser enthält mhd. „hagenbuoche“ (= Hainbuche) mit angehängtem Kollektivsuffix „–ach“. Die Siedlung ist somit nach einem Hainbuchenwald benannt.
Während der Zeit der Stammesherzogtümer gehörte Hagenbüchach zum Herzogtum Franken. 1414 wurde der Ort burggräflicher Gerichtsort (Die letzte öffentliche Hinrichtung in Hagenbüchach fand am 18. April 1760 statt).
Zur Zeit der Reformation gehörte die Pfarrei Hagenbüchach zu Emskirchen und machte diesbezüglich 1529 deren Entwicklung mit. Während des Dreißigjährigen Krieges wurde Hagenbüchach wie andere Orte der Region im November 1631 von einer plündernden Raubschar überfallen.
Gegen Ende des 18. Jahrhunderts gab es in Hagenbüchach 14 Anwesen. Das Hochgericht übte das brandenburg-bayreuthische Fraischvogteiamt Emskirchen-Hagenbüchach aus. Die Dorf- und Gemeindeherrschaft hatte das Vogtamt Hagenbüchach. Alle Anwesen hatten das Fürstentum Bayreuth Grundherrn (Vogtamt Hagenbüchach: Pfarrhaus, Schulhaus, 2 Gemeindehäuser, 2 Wirtshäuser, 1 Hube, 2 Halbhöfe, 1 Gut, 2 Häuser; Verwaltung Birnbaum: 1 Häuslein, 1 Gütlein).
Von 1797 bis 1810 unterstand der Ort dem Justizamt Markt Erlbach und Kammeramt Emskirchen. Im Rahmen des Gemeindeedikts wurde 1811 der Steuerdistrikt Hagenbüchach gebildet, zu dem Brandhof, Bräuersdorf, Erlachskirchen (zum Teil), Erlachsmühle, Hagenmühle, Hammermühle, Höfen, Kirchfembach, Oberfembach Pirkach, Puschendorf, Trübenbronn und Zweifelsheim gehörten. 1813 entstand die Ruralgemeinde Hagenbüchach, zu der Brandhof, Bräuersdorf, Erlachskirchen (zum Teil), Erlachsmühle, Oberfembach und Trübenbronn gehörten. Sie war in Verwaltung und Gerichtsbarkeit dem Landgericht Markt Erlbach zugeordnet und in der Finanzverwaltung dem Rentamt Neustadt an der Aisch. Mit dem Zweiten Gemeindeedikt (1818) wurde die Ruralgemeinde aufgespalten:
- Ruralgemeinde Bräuersdorf mit Brandhof, Erlachskirchen (zum Teil), Erlachsmühle und Trübenbronn;
- Ruralgemeinde Hagenbüchach;
- Oberfembach zur Ruralgemeinde Kirchfembach.

Am 8. November 1824 wurde Oberfembach wieder nach Hagenbüchach eingegliedert. Ab 1862 gehörte Hagenbüchach zum Bezirksamt Neustadt an der Aisch (1939 in Landkreis Neustadt an der Aisch umbenannt) und ab 1856 zum Rentamt Markt Erlbach (1919–1929: Finanzamt Markt Erlbach, 1929–1972: Finanzamt Neustadt an der Aisch, seit 1972: Finanzamt Uffenheim). Die Gerichtsbarkeit blieb beim Landgericht Markt Erlbach (1879 in das Amtsgericht Markt Erlbach umgewandelt), von 1959 bis 1972 war das Amtsgericht Fürth zuständig, seitdem ist es das Amtsgericht Neustadt an der Aisch. Die Gemeinde hatte 1964 eine Gebietsfläche von 6,877 km².

### Eingemeindungen
Im Zuge der Gebietsreform in Bayern wurde am 1. Januar 1972 die Gemeinde Bräuersdorf eingegliedert.

### Einwohnerentwicklung
Im Zeitraum 1988 bis 2018 stieg die Einwohnerzahl von 815 auf 1449 um 634 Einwohner bzw. um 77,8 % – der höchste prozentuale Zuwachs im Landkreis im genannten Zeitraum.
Gemeinde Hagenbüchach
| Jahr      | 1818   | 1840   | 1852   | 1861   | 1867   | 1871   | 1875   | 1880   | 1885   | 1890   | 1895   | 1900   | 1905   | 1910   | 1919   | 1925   | 1933   | 1939   | 1946   | 1950   | 1961   | 1970   | 1987   | 2005 | 2010   | 2015   |
| Einwohner | 240    | 254    | 241    | 241    | 234    | 249    | 262    | 254    | 258    | 256    | 242    | 258    | 270    | 292    | 280    | 287    | 293    | 272    | 423    | 481    | 515    | 534    | 820    | 1247 | 1260   | 1369   |
| Häuser    | 36     | 37     |        |        |        | 43     |        |        | 47     | 45     |        | 47     |        |        |        | 52     |        |        |        | 65     | 93     |        | 236    |      |        | 447    |
| Quelle    | [ 15 ] | [ 16 ] | [ 17 ] | [ 18 ] | [ 19 ] | [ 20 ] | [ 21 ] | [ 22 ] | [ 23 ] | [ 24 ] | [ 17 ] | [ 25 ] | [ 17 ] | [ 26 ] | [ 17 ] | [ 27 ] | [ 17 ] | [ 17 ] | [ 17 ] | [ 28 ] | [ 12 ] | [ 29 ] | [ 30 ] |      | [ 31 ] | [ 31 ] |

Ort Hagenbüchach
| Jahr      | 001818 | 001840 | 001861 | 001871 | 001885 | 001900 | 001925 | 001950 | 001961 | 001970 | 001987 | 002010 | 002014 |
| Einwohner | 145    | 167    | 146    | 167    | 177    | 168    | 198    | 361    | 407    | 425    | 547    | 995    | 1077   |
| Häuser    | 21     | 23     |        |        | 31     | 31     | 34     | 45     | 71     |        | 163    |        |        |
| Quelle    | [ 15 ] | [ 16 ] | [ 18 ] | [ 20 ] | [ 23 ] | [ 25 ] | [ 27 ] | [ 28 ] | [ 12 ] | [ 29 ] | [ 30 ] |        | [ 32 ] |

## Politik

### Gemeinderat
Der Gemeinderat hat zwölf Mitglieder:
- Wir für Hagenbüchach (WIR): neun Sitze

Die Wählergruppe WIR ging aus den bis 2014 im Gemeinderat vertretenen Gruppierungen CSU/FW, Wählergruppe Einigkeit und Ökologische Bürgerliste hervor.
- Bürgerinnen und Bürger für Hagenbüchach (BBH): drei Sitze

(Stand: Kommunalwahl am 16. März 2014, bei der Kommunalwahl am 15. März 2020 unverändert bestätigt).

### Bürgermeister
Erster Bürgermeister und Vorsitzender des Gemeinderates ist David Schneider (WIR für Hagenbüchach). Er wurde am 15. März 2020 mit 74,2 % der Stimmen gewählt.

### Verwaltungsgemeinschaft
Die Gemeinde ist Mitglied der Verwaltungsgemeinschaft Hagenbüchach-Wilhelmsdorf. Bis 31. Dezember 2006 gehörte die Gemeinde mit den Gemeinden Emskirchen und Wilhelmsdorf der Verwaltungsgemeinschaft Emskirchen an – einer der ersten Verwaltungsgemeinschaften nach der bayerischen Gebietsreform 1972. Der Bayerische Landtag stimmte dem Austritt der Gemeinde Emskirchen aus der Verwaltungsgemeinschaft zum Jahreswechsel 2006/07 am 28. November 2006 (Drucksache 15/6960) zu. Der Sitz der neuen Verwaltungsgemeinschaft Hagenbüchach-Wilhelmsdorf ist in Wilhelmsdorf.

### Wappen und Flagge
Wappen
| Wappen von Hagenbüchach | Blasonierung: „Im Wellenschnitt geteilt von Silber und Grün, auf der Teilungslinie belegt mit einem von Silber und Schwarz gevierten Schild, darüber eine schwarze Schalenwaage, darunter zwei aus einem silbernen Stamm wachsende silberne Buchenzweige mit je fünf Blättern.“                                                                        |
| Wappen von Hagenbüchach | Wappenbegründung: Die Waage erinnert dabei an die frühere Bedeutung des Ortes, als Hagenbüchach noch eigenständige Gerichtsstätte war. Die fünf Blätter der Buchenzweige stehen für die fünf Gemeindeteile der Gemeinde. Das Hohenzollernwappen schließlich verweist auf die frühere Zugehörigkeit der Gemeinde. Dieses Wappen wird seit 1983 geführt. |

Flagge
Die Gemeindeflagge ist schwarz-weiß-grün.

### Raumordnung
Die Gemeinde Hagenbüchach ist Mitglied der 2009 gegründeten Kommunalen Allianz Aurach-Zenn, das ein Integriertes ländliches Entwicklungskonzept ist und mit den benachbarten Allianzen NorA und Kernfranken die Lokale Aktionsgruppe Rangau bildet.

## Kultur und Sehenswürdigkeiten

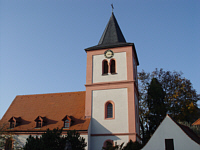
Die St.-Kilians-Kirche

### St.-Kilians-Kirche
Die Kirche in Hagenbüchach wurde erstmals 1158 urkundlich erwähnt. 1499 wurde das Langhaus errichtet; seitdem gilt dieses Jahr als Gründungsjahr der Kilianskirche. Die Kirche in ihrer heutigen Form entstand nach einem Umbau 1847. Vom ursprünglichen Bau ist nur noch der Chorbogen erhalten.
Die Kirche besitzt einen spätgotischen Flügelaltar aus dem Jahre 1520. Besonders sehenswert sind Malereien auf den Brüstungen der Emporen, die nach Expertenschätzungen etwa 200 bis 300 Jahre alt sind und bei einer Kirchenrenovierung 1984 wiederentdeckt wurden.

### Jakoberhaus
Das Jakoberhaus ist ein 1925 erbautes, äußerst verwinkeltes Haus mit vielen Erkern und Türmchen. Ursprünglich war das Gebäude weitaus größer geplant, wegen Geldmangels konnte aber nur der Vorbau realisiert werden. Das Haus sollte als Erholungsort für Offiziere dienen. Später wurde es als Flüchtlingslager, Funkstation der US-Army und Altenheim genutzt. Heute befindet es sich in Privatbesitz.

## Wirtschaft und Infrastruktur

### Verkehr
Die Kreisstraße NEA 8 führt nach Pirkach (1,5 km östlich) bzw. am Brandhof vorbei zur Bundesstraße 8 (3 km westlich). Die Kreisstraße NEA 19 führt nach Bräuersdorf ebenfalls zur B 8 (2,1 km südwestlich).
Hagenbüchach hat einen Haltepunkt an der Bahnstrecke Fürth–Würzburg, der von der S-Bahn-Linie S6 im Stundentakt bedient wird.

### Energie
In Hagenbüchach befinden sich zwei Windkraftanlagen des Typs Enercon E-82 mit 2 MW Leistung und 138 m Nabenhöhe.